# Selección femenina de balonmano de Alemania

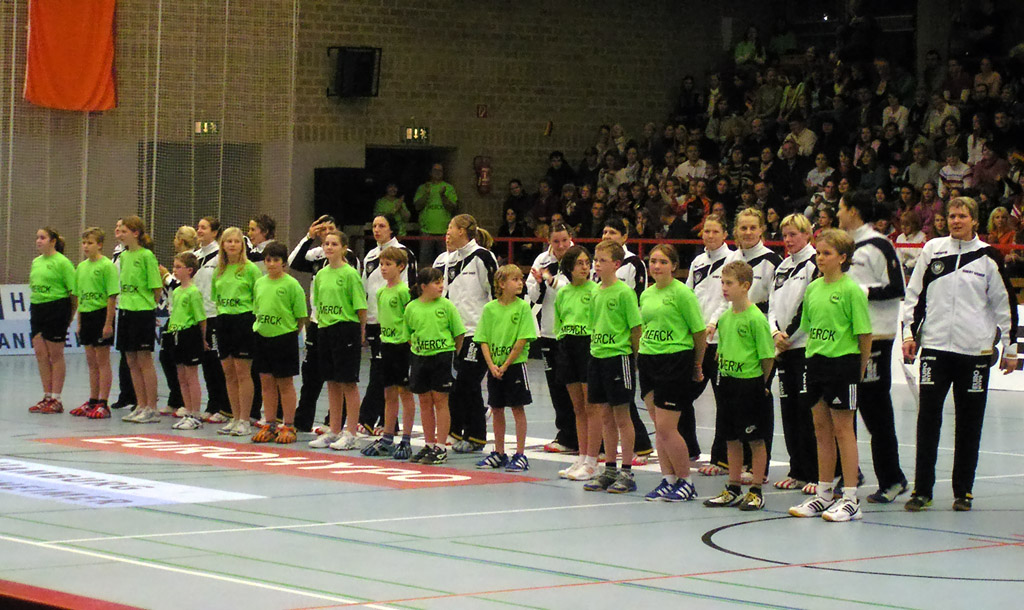
Selección femenina de balonmano de Alemania de 2006

La selección femenina de balonmano de Alemania es el equipo de balonmano que representa a Alemania en la competiciones de selecciones nacionales femeninas.
Durante la división de Alemania, la selección de Alemania Occidental resultó tercera en el Campeonato Mundial de 1965, cuarta en 1957 y 1990 y quinta en 1971. También fue cuarta en los Juegos Olímpicos de 1984.
Por su parte, la selección de Alemania Oriental ganó el Campeonato Mundial de 1971, 1975 y 1978, fue tercera en 1990 y cuarta en 1982 y 1986. En los Juegos Olímpicos logró la medalla de plata en 1986 y el bronce en 1980.
Luego de la reunificación de Alemania, la selección ganó el Campeonato Mundial de 1993, resultó tercera en 1997 y 2007, quinta en 1995 y sexta en 2005. Además resultó cuarta en los Juegos Olímpicos de 1992 y sexta en 1996.
Por su parte, la selección de Alemania acabó segunda en el Campeonato Europeo de Balonmano Femenino de 1994, cuarta en 1996, 2006 y 2008, quinta en 2004 y sexta en 1998.
Algunas jugadoras destacadas recientemente en la selección de Alemania han sido Anja Althaus, Anna Loerper, Franziska Mietzner, Anne Müller, Laura Steinbach y Clara Woltering.